# Pedaliodes perisades
Pedaliodes perisades är en fjärilsart som beskrevs av William Chapman Hewitson 1874. Pedaliodes perisades ingår i släktet Pedaliodes och familjen praktfjärilar. Inga underarter finns listade i Catalogue of Life.

## Bildgalleri

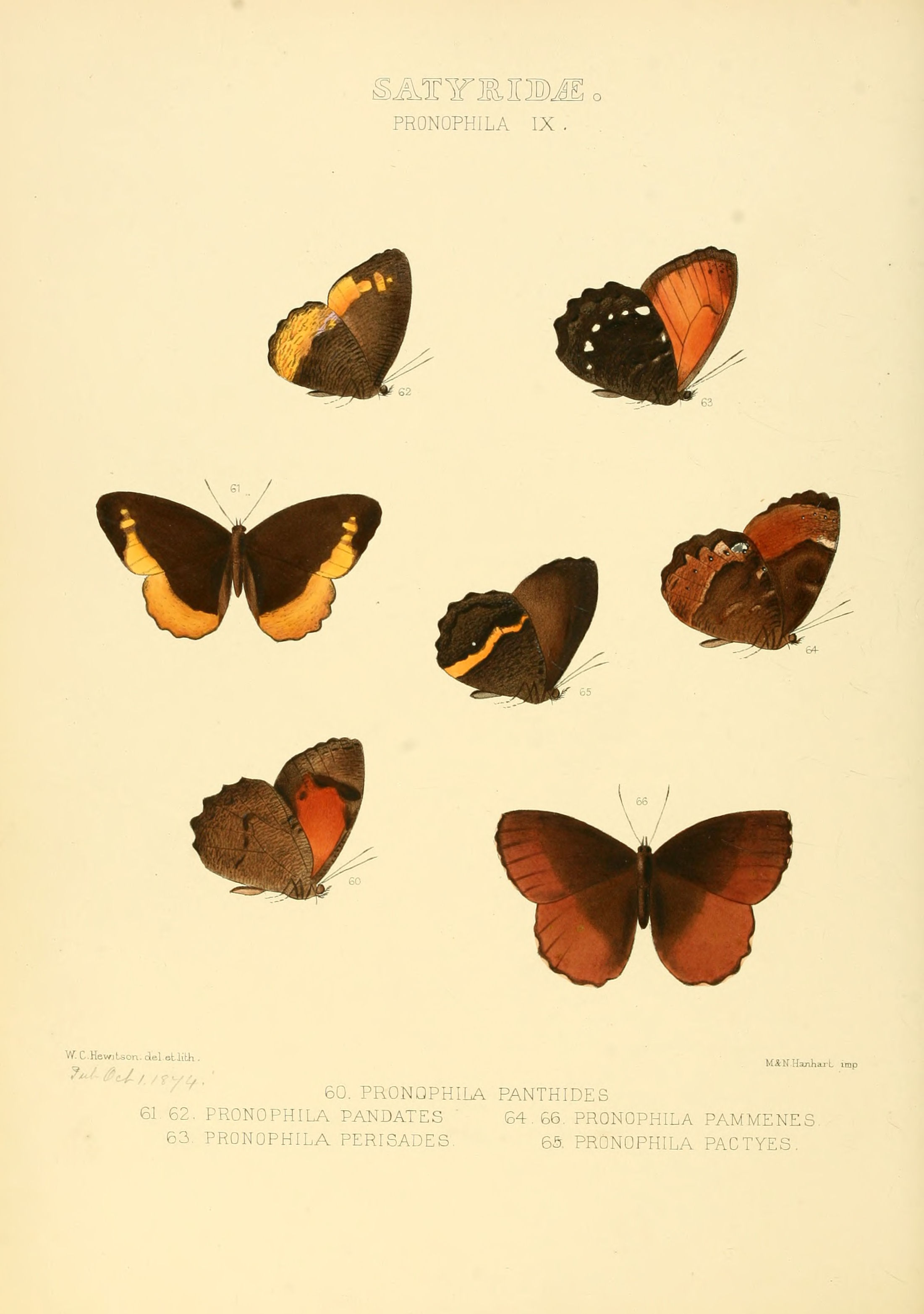